# ماكسيميليانو أرياس
ماكسيميليانو أرياس (بالإسبانية: Maximiliano Arias)‏ هو لاعب كرة قدم أوروغواياني في مركز الدفاع، ولد في 3 أكتوبر 1988 في مونتفيدو في الأوروغواي. شارك مع منتخب الأوروغواي تحت 17 سنة لكرة القدم. أما مع النوادي، فقد لعب مع التانك سيلي وبنيارول ورامبلا جونيورز ونادي أسترا جورجو ونادي بريشيا ونادي ليفربول.

## وصلات خارجية
- ماكسيميليانو أرياس على موقع إي إس بي إن إف سي (الإنجليزية)
- ماكسيميليانو أرياس على موقع قاعدة بيانات كرة القدم.إي يو (الإنجليزية)
- ماكسيميليانو أرياس على موقع Soccerway.com (الإنجليزية)